# Ruše
Ruše (in tedesco Maria Rast) è un comune di 7.425 abitanti della Slovenia nord-orientale. Collocata sul fiume Drava, tra il monte Pohorje e la catena di colline del Kozjak, si trova a circa 12 km da Maribor. Abitata fin dalla preistoria e in epoca romana, nel medioevo fu un importante centro commerciale con privilegi concessi dall'imperatore, che produssero un notevole benessere materiale e culturale. Con la perdita dei privilegi, nel secolo XVIII iniziò una lenta decadenza, causata anche dal rilevante ruolo assunto in quel tempo dalla vicina Maribor.